# Bija
Bija (o Beja) fou un estat tributari protegit, del grup de les muntanyes de Simla, avui Himachal Pradesh, a l'Índia i abans sota dependència del govern del Panjab. La superfície era de 13 km² i el formaven 33 pobles amb una població el 1881 de 1158 habitants i el 1901 de 1.131, dos terços hindús i un terç sikhs.
El sobirà portava el títol de thakur, era de casta rajput i tenia les terres en sanad de confirmació concedit al thakur Man Chand el 4 de setembre de 1815 a canvi d'un tribut per pagar les despeses de la protecció britànica. Rebia una subvenció de deu lliures a l'any pel cantonment (aquarterament) britànic de Kasauli. Disposava d'un exèrcit de 20 homes (inclosa la policia) i pagava un tribut de 18 lliures el 18% dels ingressos de l'estat. Pratap Chand va governar després de Man Chand, del 1817 al 1841. Del 1841 i fins al 1905 va governar Udai Chand (net de Man Chand) i a la seva mort el va succeir el seu fill menor d'edat Purand Chand. El seu fill i successor fou Lakshmi Chand.